# Slujba de la miezul nopții (serial)
Slujba de la miezul nopții  (în engleză Midnight Mass) este un serial TV american supranatural de groază regizat de Mike Flanagan, cu  Zach Gilford, Kate Siegel, Hamish Linklater, Rahul Kohli și Henry Thomas în rolurile principale. Povestea se concentrează pe o comunitate insulară izolată unde au loc evenimente supranaturale după sosirea unui preot misterios. A fost lansat pe Netflix la 24 septembrie 2021 și a avut recenzii pozitive, fiind lăudată interpretarea actoricească excepțională a lui Linklater și Sloyan și regia lui Flanagan.

## Premiză
Sosirea unui tânăr preot carismatic este urmată de miracole incredibile, mistere groaznice și o redeșteptare religioasă a unei comunități insulare muribunde, care dorește cu disperare să creadă.

## Distribuție
Distribuția serialului Midnight Mass:

### Roluri principale
- Kate Siegel - Erin Greene, iubita lui Riley din copilărie, care acum este profesoară pe insula Crockett și așteaptă un copil.
- Zach Gilford - Riley Flynn, un fost afacerist care se întoarce în orașul natal din Insula Crockett după ce a petrecut patru ani în închisoare pentru că a condus beat și a provocat moartea unei femei.
- Kristin Lehman - Annie Flynn,  mama devotată și iertătoare a lui Riley.
- Samantha Sloyan - Bev Keane, un membru zelos și dominator al Bisericii Sf. Patrick și o figură influentă în comunitate.
- Igby Rigney - Warren Flynn,  fratele adolescent al lui Riley, care lucrează ca băiat de altar la biserică.
- Rahul Kohli -  șerif Hassan, șeriful musulman al insulei Crockett, în contradicție cu populația în mare parte creștină a orașului.
- Annarah Cymone - Leeza Scarborough, fiica devotată a primarului care folosește un scaun cu rotile în urma unei leziuni.
- Annabeth Gish - Dr. Sarah Gunning,  medicul local din oraș și prietena apropiată a lui Erin.
- Alex Essoe - Mildred Gunning,  mama în vârstă a lui Sarah, care suferă de demență.
- Rahul Abburi - Ali Hassan, fiul șerifului și prieten cu Warren și Ooker.
- Matt Biedel - Sturge, omul bun la toate de pe insulă
- Michael Trucco - Wade Scarborough, primarul insulei Crockett.
- Crystal Balint - Dolly Scarborough, soția lui Wade și mama lui Leeza.
- Louis Oliver - Ooker, prietenul lui Warren și Ali, care servește și ca băiat de altar la biserică.
- Henry Thomas - Ed Flynn, tatăl lui Riley care lucrează ca pescar și este reticent să-și întâmpine fiul la întoarcerea acestuia acasă.
- Hamish Linklater -  părintele Paul Hill, enigmaticul preot din Biserica Sf. Patrick, care ajunge să-l înlocuiască temporar pe bătrânul monsenior Pruitt.

### Roluri secundare
- Robert Longstreet - Joe Collie, bețivul orașului
- Carla Gugino - judecător.
- Quinton Boisclair - îngerul.
- Ebony Booth - Tara-Beth,  adolescenta ucisă de Riley într-un accident

## Episoade
| Nr. | Titlu                                                                | Regizat de    | Scris de                                   | Data lansării      |
| --- | -------------------------------------------------------------------- | ------------- | ------------------------------------------ | ------------------ |
| 1   | „Cartea întâi: Facerea (Book I: Genesis)”                            | Mike Flanagan | Mike Flanagan                              | 24 septembrie 2021 |
| 2   | „Cartea a doua: Psalmii (Book II: Psalms)”                           | Mike Flanagan | Mike Flanagan, James Flanagan, Elan Gale   | 24 septembrie 2021 |
| 3   | „Cartea a treia: Proverbele (Book III: Proverbs)”                    | Mike Flanagan | Mike Flanagan, James Flanagan              | 24 septembrie 2021 |
| 4   | „Cartea a patra: Plângerile (Book IV: Lamentations)”                 | Mike Flanagan | Mike Flanagan, Dani Parker                 | 24 septembrie 2021 |
| 5   | „Cartea a cincea: Evanghelia (Book V: Gospels)”                      | Mike Flanagan | Mike Flanagan, James Flanagan              | 24 septembrie 2021 |
| 6   | „Cartea a șasea: Faptele Apostolilor (Book VI: Act of The Apostles)” | Mike Flanagan | Mike Flanagan, James Flanagan, Jeff Howard | 24 septembrie 2021 |
| 7   | „Cartea a șaptea: Apocalipsa (Book VII: Revelation)”                 | Mike Flanagan | Mike Flanagan                              | 24 septembrie 2021 |